# Llista de topònims de Cabanabona
Llista de topònims (noms propis de lloc) del municipi de Cabanabona, a la Noguera
Informació actualitzada per un bot. Els canvis manuals es perdran quan s'actualitzi!

## cabana
| imatge | Nom                 | Ubicat a   | instància de | Detalls                      | coordenades                                                                  | Protecció | Commons (més fotos) | Dades a WD                    |
| ------ | ------------------- | ---------- | ------------ | ---------------------------- | ---------------------------------------------------------------------------- | --------- | ------------------- | ----------------------------- |
|        | cabana del Martí    | Vilamajor  | cabana       | Estat: ruïnós                | 41° 49′ 22″ N, 1° 12′ 08″ E / 41.82281°N,1.202145°E 424 msnm                 |           |                     | Modifica les dades a Wikidata |
|        | caseta del Climença | Cabanabona | cabana       | Estat: ruïnós                | 41° 50′ 24″ N, 1° 11′ 28″ E / 41.8399303484227°N,1.19100904427944°E 498 msnm |           |                     | Modifica les dades a Wikidata |
|        | caseta del Miró     | Cabanabona | cabana       |                              | 41° 50′ 37″ N, 1° 11′ 28″ E / 41.8434979615922°N,1.19107714872664°E 478 msnm |           |                     | Modifica les dades a Wikidata |
|        | caseta del Rossendo | Cabanabona | cabana       | Estat: enderrocat o destruït | 41° 50′ 45″ N, 1° 11′ 40″ E / 41.8457556678231°N,1.19432591056383°E 460 msnm |           |                     | Modifica les dades a Wikidata |
|        | la Pleta            | Cabanabona | cabana       | Estat: enderrocat o destruït | 41° 50′ 54″ N, 1° 11′ 54″ E / 41.8484580634373°N,1.19836946236233°E 453 msnm |           |                     | Modifica les dades a Wikidata |

## entitat singular de població
| imatge | Nom        | Ubicat a   | instància de                                   | Detalls | coordenades                                                       | Protecció | Commons (més fotos)    | Dades a WD                    |
| ------ | ---------- | ---------- | ---------------------------------------------- | ------- | ----------------------------------------------------------------- | --------- | ---------------------- | ----------------------------- |
|        | Cabanabona | Cabanabona | entitat singular de població capital municipal | 63 hab  | 41° 51′ 06″ N, 1° 12′ 57″ E / 41.85162207°N,1.21572317°E 420 msnm |           |                        | Modifica les dades a Wikidata |
|        | Vilamajor  | Cabanabona | entitat singular de població                   | 2 hab   | 41° 50′ 16″ N, 1° 13′ 10″ E / 41.837904°N,1.219319°E 468 msnm     |           | Vilamajor (Cabanabona) | Modifica les dades a Wikidata |

## església
| imatge | Nom                                 | Ubicat a   | instància de | Detalls                                   | coordenades                                                   | Protecció                                  | Commons (més fotos)                 | Dades a WD                    |
| ------ | ----------------------------------- | ---------- | ------------ | ----------------------------------------- | ------------------------------------------------------------- | ------------------------------------------ | ----------------------------------- | ----------------------------- |
|        | Sant Joan Baptista de Cabanabona    | Cabanabona | església     | Estil: arquitectura barroca 17th century  | 41° 51′ 04″ N, 1° 12′ 54″ E / 41.850983°N,1.21496°E 424 msnm  | bé integrant del patrimoni cultural català | Sant Joan Baptista de Cabanabona    | Modifica les dades a Wikidata |
|        | Sant Pol de Cabanabona              | Cabanabona | església     | Estil: arquitectura popular 18th century  | 41° 50′ 20″ N, 1° 11′ 33″ E / 41.838852°N,1.192408°E 515 msnm | bé integrant del patrimoni cultural català | Sant Pol de Cabanabona              | Modifica les dades a Wikidata |
|        | Santa Maria de Vilamajor d'Agramunt | Vilamajor  | església     | Estil: arquitectura romànica 11st century | 41° 50′ 16″ N, 1° 13′ 11″ E / 41.837879°N,1.21978°E 471 msnm  | bé integrant del patrimoni cultural català | Santa Maria de Vilamajor d'Agramunt | Modifica les dades a Wikidata |

## granja
| imatge | Nom               | Ubicat a   | instància de | Detalls | coordenades                                                                  | Protecció | Commons (més fotos) | Dades a WD                    |
| ------ | ----------------- | ---------- | ------------ | ------- | ---------------------------------------------------------------------------- | --------- | ------------------- | ----------------------------- |
|        | Granges Pampalona | Cabanabona | granja       |         | 41° 50′ 56″ N, 1° 12′ 49″ E / 41.848892220827°N,1.21347451514441°E 432 msnm  |           |                     | Modifica les dades a Wikidata |
|        | Granja Reig       | Cabanabona | granja       |         | 41° 51′ 11″ N, 1° 12′ 45″ E / 41.8529581786831°N,1.21257832620502°E 429 msnm |           |                     | Modifica les dades a Wikidata |

## masia
| imatge | Nom               | Ubicat a   | instància de | Detalls                      | coordenades                                                                  | Protecció | Commons (més fotos) | Dades a WD                    |
| ------ | ----------------- | ---------- | ------------ | ---------------------------- | ---------------------------------------------------------------------------- | --------- | ------------------- | ----------------------------- |
|        | Ca l'Aumedes      | Vilamajor  | masia        |                              | 41° 49′ 00″ N, 1° 11′ 56″ E / 41.8166215484523°N,1.19902149795479°E 476 msnm |           |                     | Modifica les dades a Wikidata |
|        | Can Miqueló       | Vilamajor  | masia        |                              | 41° 50′ 23″ N, 1° 13′ 18″ E / 41.8397616985335°N,1.22172572595128°E 458 msnm |           |                     | Modifica les dades a Wikidata |
|        | Caseta del Català | Cabanabona | masia        |                              | 41° 50′ 51″ N, 1° 11′ 18″ E / 41.84738°N,1.188254°E 486 msnm                 |           |                     | Modifica les dades a Wikidata |
|        | Mas Reverter      | Cabanabona | masia        |                              | 41° 48′ 52″ N, 1° 11′ 31″ E / 41.81439722°N,1.19208333°E 510 msnm            |           |                     | Modifica les dades a Wikidata |
|        | Mas Sisquella     | Cabanabona | masia        |                              | 41° 51′ 36″ N, 1° 13′ 46″ E / 41.85993056°N,1.22938889°E 437 msnm            |           |                     | Modifica les dades a Wikidata |
|        | Mas d'en Vall     | Vilamajor  | masia        |                              | 41° 49′ 58″ N, 1° 12′ 21″ E / 41.83275278°N,1.20586667°E 537 msnm            |           |                     | Modifica les dades a Wikidata |
|        | el Casalot        | Vilamajor  | masia        | Estat: enderrocat o destruït | 41° 48′ 55″ N, 1° 11′ 36″ E / 41.8152896049971°N,1.19335219840925°E 500 msnm |           |                     | Modifica les dades a Wikidata |

## Misc
| imatge | Nom                             | Ubicat a                                             | instància de      | Detalls                                   | coordenades                                                                                               | Protecció                                            | Commons (més fotos)               | Dades a WD                    |
| ------ | ------------------------------- | ---------------------------------------------------- | ----------------- | ----------------------------------------- | --- | ---------------------------------------------------- | --------------------------------- | ----------------------------- |
|        | Casa del segle XVIII            | Cabanabona                                           | casa              | 18th century                              | 41° 51′ 06″ N, 1° 13′ 02″ E / 41.851757°N,1.217089°E 421 msnm                                             | bé integrant del patrimoni cultural català           | Casa del segle XVIII (Cabanabona) | Modifica les dades a Wikidata |
|        | Castell de Vilamajor d'Agramunt | Vilamajor                                            | castell           | Estil: arquitectura romànica 11st century | 41° 50′ 16″ N, 1° 13′ 09″ E / 41.8378416667°N,1.21919166667°E 468 msnm                                    | bé d'interès cultural bé cultural d'interès nacional | Torre de Vilamajor (Cabanabona)   | Modifica les dades a Wikidata |
|        | Fita Alta                       | Torrefeta i Florejacs Cabanabona Vilanova de l'Aguda | fita              |                                           | 41° 48′ 55″ N, 1° 12′ 09″ E / 41.8151825646645°N,1.20260137234376°E 504 msnm                              |                                                      |                                   | Modifica les dades a Wikidata |
|        | Serrat de les Forques           | Cabanabona                                           | serra             |                                           | 41° 50′ 51″ N, 1° 13′ 16″ E / 41.8474°N,1.22111°E 473 msnm                                                |                                                      |                                   | Modifica les dades a Wikidata |
|        | casa consistorial de Cabanabona | Cabanabona                                           | casa consistorial |                                           | 41° 51′ 06″ N, 1° 13′ 02″ E / 41.8515737°N,1.2173177°E                                                    |                                                      |                                   | Modifica les dades a Wikidata |
|        | la Creueta                      | Cabanabona                                           | muntanya          |                                           | 41° 52′ 11″ N, 1° 13′ 54″ E / 41.869649°N,1.231635°E 437 msnm                                             |                                                      |                                   | Modifica les dades a Wikidata |
|        | torrent de Cabanabona           | Cabanabona Oliola                                    | curs d'aigua      | Desemboca: Llobregós                      | 41° 50′ 10″ N, 1° 12′ 14″ E / 41.836005°N,1.203846°E 41° 52′ 58″ N, 1° 12′ 33″ E / 41.882717°N,1.209058°E |                                                      |                                   | Modifica les dades a Wikidata |